# Carmen (film 1921)
Carmen è un film muto del 1921 diretto da Ernesto Vollrath.

## Trama
Carmen seduce il baldo capitano Don Josè Navarro, ma poi s'innamora del torero Escamillo, più bello e gentile dell'altro. Questo fa scaturire la rabbia di Don Josè che litiga con Carmen e sfida a duello il torero. La zingarella si accorge di non amare più il capitano e così rompe ogni rapporto con lui; ma mentre un giorno sta andando a vedere Escamillo alla corrida, viene raggiunta e uccisa da Don Josè.